# Richard Dawkins
Clinton Richard Dawkins (* 26. březen 1941 Nairobi, Kolonie Keňa) je britský zoolog, etolog a biolog. Na širší veřejnost má vliv jako popularizátor evoluční teorie a sociobiologie. Před svým odchodem do důchodu v roce 2008 působil jako profesor na univerzitě v Oxfordu. Je ateista a patří mezi nejvýznamnější a nejhlasitější kritiky náboženství. Dále působí jako spisovatel.
Proslul především zpopularizováním teorie sobeckého genu, která stála u zrodu současného evolučního paradigmatu – postneodarwinismu. Jeho názorovými rivaly jsou Steven Rose, Leon Kamin, Stephen Jay Gould a Richard Lewontin.

## Mládí
Do Velké Británie se s rodiči přestěhoval jako osmiletý. Ukončil Oundle School v hrabství Northampton a pokračoval studiem zoologie na Balliol College v Oxfordu, kde získal titul bakaláře roku 1962. Zde pokračoval ve studiích jako žák nositele Nobelovy ceny etologa Nikolaase Tinbergena a získal titul magistra a následně i doktorský titul roku 1966. V letech 1967–1969 byl asistentem na Kalifornské univerzitě v Berkeley. Roku 1970 se vrátil na Oxford vyučovat zoologii.

## Kariéra
Pozornost světové veřejnosti upoutal v roce 1976 knihou Sobecký gen (česky publikována v roce 1998). Jím částečně vytvořená a částečně popularizovaná teorie sobeckého genu se rychle rozšířila a stala se součástí širokého povědomí. Dawkins tvrdí, že základní evoluční jednotkou jsou geny, které – ač samy pasivní – vyvolávají složité reakce vedoucí až ke vzniku složitých biologických strojů pro zachování a šíření genu, mezi které patří i člověk.
V knize píše: „Ve skutečnosti není těžké si představit molekulu, která tvoří své kopie, stačí, aby se vytvořila jednou, berte replikátor jako šablonu či chemický vzor. Předpokládejme, že každá tato molekula má jistou přilnavost vůči molekulám stejného typu. Když se pak do její blízkosti dostane stavební jednotka, vůči které má afinitu, už u ní zůstane.“
Dawkins ve své knize Sobecký gen vymyslel slovo mem (behaviorální ekvivalent genu), aby čtenáře přiměl k zamyšlení nad tím, jak lze Darwinovy principy rozšířit i mimo oblast genů. Bylo zamýšleno jako rozšíření jeho argumentu o "replikátorech", ale v rukou dalších autorů, jako jsou Daniel Dennett a Susan Blackmoreová, začalo žít vlastním životem. Tyto popularizace pak vedly ke vzniku memetiky, oboru, od něhož se Dawkins distancoval.
V roce 1982 potvrdil svou pozici na světovém intelektuálním fóru bestsellerem The Extended Phenotype (česky: Rozšířený fenotyp).[zdroj?]
Jeho zapálení pro věc mu vyneslo přezdívku Darwinův rotvajler po vzoru přezdívky Thomase Huxleye Darwinův buldok.[zdroj?]

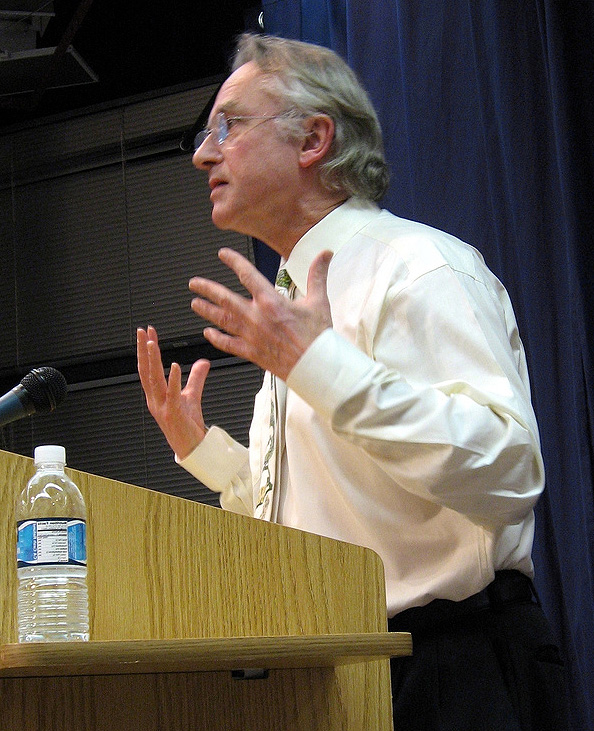
Richard Dawkins

## Vztah k náboženství
Dawkins je ateista a ostře vystupuje proti náboženství, ve kterém spatřuje analogii počítačového viru šířícího se mezi lidskými mozky, jak popisuje ve svém eseji Viruses of the Mind (česky: Viry mysli) z roku 1991; postupuje tak v reakci na nezanedbatelnou část veřejného mínění v USA zastávající teorii mladé Země - a Dawkins tak popírá i věrohodnost celé Bible včetně i historické existence Ježíše Krista, vymezuje se i proti práci Josefa Flavia, uznává naopak práce Tacitovy. Spolu se Samem Harrisem, Christopherem Hitchensem a Danielem Dennettem je považován za ústřední postavy nového ateismu. Pro televizní stanici Channel 4 připravil dvoudílný dokumentární pořad kritizující náboženství. Nese titul Kořen všeho zla? a byl vysílán v lednu 2006.

## Ocenění
Dawkins je nositelem čestných doktorátů Huddersfieldské univerzity, Westminsterské univerzity, Durhamské univerzity, Univerzity v Hullu, Antverpské univerzity, Univerzity v Oslu, Aberdeenské univerzity, Open University, Vrije Universiteit Brussel, a Univerzity ve Valencii.
V roce 1997 byl zvolen členem Královské literární společnosti a o čtyři roky později Královské přírodovědecké společnosti. Je viceprezidentem Britské humanistické asociace a čestným patronem Trinity College University Philosophical Society.
Další ocenění:
Cena Královské literární společnosti (1987), Literární cena Los Angeles Times (1987), Stříbrná plaketa Londýnské zoologické společnosti (1989), Cena Michaela Faradaye (1990), Nakayamova cena (1994), Kistlerova cena (2001), Vyznamenání prezidenta Italské republiky (2001), Kelvinova cena Královské filozofické společnosti v Glasgow (2002), Shakespearova cena Nadace Alfreda Toepfera (2005), Deschnerova cena (2007).
V roce 2004 zvítězil v hlasování čtenářů magazínu Prospect o sto nejvýznamnějších britských intelektuálů s náskokem dvojnásobku hlasů před držitelem druhého místa, v roce 2005 se umístil v žebříčku sta nejvýznamnějších světových intelektuálů stejného periodika na třetím místě.
V roce 1996 mu Americká humanistická asociace udělila cenu Humanista roku. V roce 2021 mu jí odebrala a uvedla, že „ponižuje marginalizované skupiny“, včetně transsexuálů, a používá argumenty „maskující se za vědecký diskurz“.

## Zmínky v kultuře
V reakci na jeho knihu Boží blud parodovali Dawkinse i autoři animovaného seriálu South Park. V roce 2015 se podílel na tvorbě osmého studiového alba finské symphonic-metalové kapely Nightwish „Endless Forms Most Beautiful“. Sám načetl mluvené slovo jako podklad k některým písním.

## Knihy
- The Selfish Gene (1976; druhé vydání 1989) ISBN 0-19-286092-5, česky vyšlo v roce 1998 jako Sobecký gen
- The Extended Phenotype (1982) upravené druhé vydání (1999) ISBN 0-19-288051-9
- The Blind Watchmaker (1986) přetisk (1996) ISBN 0-393-31570-3, česky vyšlo v roce 2002 jako Slepý hodinář
- River Out Of Eden (1995) přetisk (1996) ISBN 0-465-06990-8, česky vyšlo v roce 1996 jako Řeka z ráje
- Climbing Mount Improbable (1997) ISBN 0-393-31682-3
- Unweaving the Rainbow (1998) paperback (2000) ISBN 0-618-05673-4, česky vyšlo v roce 2020 jako Rozplétání duhy: Věda, bludy a touha po zázraku
- A Devil's Chaplain (vybrané eseje, 2003) ISBN 0-618-33540-4
- The Ancestor's Tale: A Pilgrimage to the Dawn of Life (2004) ISBN 0-618-00583-8, česky vyšlo v roce 2008 jako Příběh předka
- The God Delusion (2006) ISBN 0-618-68000-4, česky vyšlo v roce 2009 jako Boží blud
- The Greatest Show on Earth (2009) ISBN 978-0-593-06173-2, česky vyšlo v roce 2011 jako Největší show pod sluncem
- The Magic of Reality: How We Know What's Really True (2011) ISBN 978-1-4391-9281-8, česky vyšlo v roce 2015 jako Magie reality: Jak víme, co je skutečně pravda
- An Appetite for Wonder: The Making of a Scientist (2013) ISBN 978-0-06-228715-1, česky vyšlo v roce 2016 jako Záhadám vstříc: Jak jsem se stal vědcem (Paměti I)
- Brief Candle in the Dark: My Life in Science (2015) ISBN 978-0062288431, česky vyšlo v roce 2016 jako Záblesk v temnotě: Jak jsem žil s vědou (Paměti II)
- Outgrowing God: A Beginner's Guide (2019) ISBN 978-1984853912, česky vyšlo dubnu 2021 jako Rozchod s bohem: Průvodce začátečníka

## Dokumentární filmy
- Nice Guys Finish First (1986)
- The Blind Watchmaker (1987)
- Growing Up in the Universe (1991)
- Break the Science Barrier (1996)
- The Root of All Evil? (2006)
- The Enemies of Reason (2007)
- The Genius of Charles Darwin (2008)
- Expelled: No Intelligence Allowed (2008)
- The Purpose of Purpose (2009) – řada přednášek po amerických univerzitách
- Faith School Menace? (2010)
- Beautiful Minds (duben 2012) – dokument BBC4
- Sex, Death and the Meaning of Life (2012)
- The Unbelievers (2013)